# Güldendorfer Mühlental

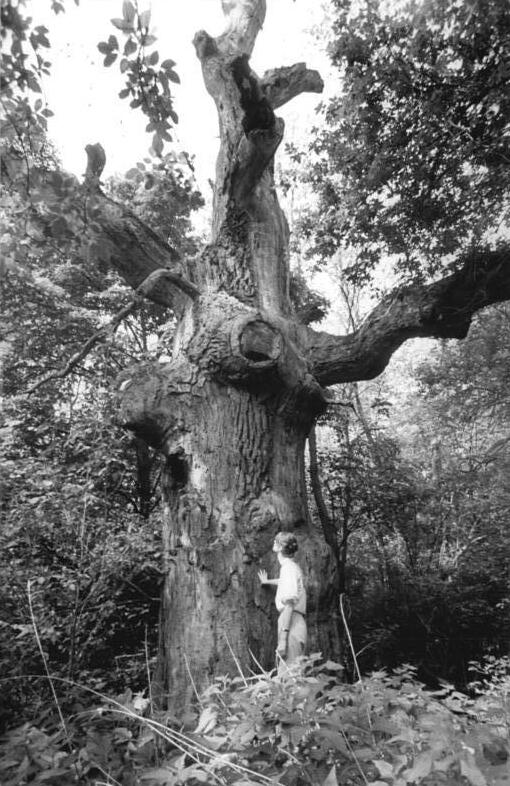
Zabytkowy dąb w Güldendorfer Mühlental, w pobliżu Eichwald und Buschmühle (1982).

Güldendorfer Mühlental – rezerwat przyrody we wschodniej części Frankfurtu nad Odrą, w dzielnicy Güldendorf, na wysokości polskiej wsi Świecko.
Teren młynów wiatrowych, wzmiankowanych po raz pierwszy w 1336.